# One of the Living
One of the Living is een nummer uit 1985 van Tina Turner, geschreven door Holly Knight en geproduceerd door Mike Chapman. Het maakte deel uit van de soundtrack van de film Mad Max Beyond Thunderdome en verscheen op de bijbehorende soundtrack en als single.
Er verscheen een videoclip van "One of the Living" waarin Tina Turner te zien is met een opvallende rode elektrische gitaar, evenals fragmenten uit de film Mad Max Beyond Thunderdome.
"One of the Living" won de Grammy Award voor beste vrouwelijke rockvocale uitvoering tijdens de 28e Grammy Awards.
Op 11 oktober 1985 werd de single gekozen als Alarmschijf door Veronica op Hilversum 3.

## Officiële versies/remixen
- Album Version – 5:58
- 7" Remix – 4:10
- 7" Dub Version – 4:45
- 12" Special Club Mix – 7:35
- 12" Dub – 4:56
- 12" Instrumental – 5:58

## Hitnoteringen

### Nederlandse Top 40
| Hitnotering: 19-10-1985 t/m 30-11-1985 | Hitnotering: 19-10-1985 t/m 30-11-1985 | Hitnotering: 19-10-1985 t/m 30-11-1985 | Hitnotering: 19-10-1985 t/m 30-11-1985 | Hitnotering: 19-10-1985 t/m 30-11-1985 | Hitnotering: 19-10-1985 t/m 30-11-1985 | Hitnotering: 19-10-1985 t/m 30-11-1985 | Hitnotering: 19-10-1985 t/m 30-11-1985 | Hitnotering: 19-10-1985 t/m 30-11-1985 |
| Week:                                  | 1                                      | 2                                      | 3                                      | 4                                      | 5                                      | 6                                      | 7                                      |                                        |
| -------------------------------------- | -------------------------------------- | -------------------------------------- | -------------------------------------- | -------------------------------------- | -------------------------------------- | -------------------------------------- | -------------------------------------- | -------------------------------------- |
| Positie:                               | 30                                     | 23                                     | 14                                     | 10                                     | 10                                     | 15                                     | 34                                     | uit                                    |

### Nationale Hitparade
| Hitnotering: 26-10-1985 t/m 01-12-1985 | Hitnotering: 26-10-1985 t/m 01-12-1985 | Hitnotering: 26-10-1985 t/m 01-12-1985 | Hitnotering: 26-10-1985 t/m 01-12-1985 | Hitnotering: 26-10-1985 t/m 01-12-1985 | Hitnotering: 26-10-1985 t/m 01-12-1985 | Hitnotering: 26-10-1985 t/m 01-12-1985 | Hitnotering: 26-10-1985 t/m 01-12-1985 | Hitnotering: 26-10-1985 t/m 01-12-1985 |
| Week:                                  | 1                                      | 2                                      | 3                                      | 4                                      | 5                                      | 6                                      | 7                                      |                                        |
| -------------------------------------- | -------------------------------------- | -------------------------------------- | -------------------------------------- | -------------------------------------- | -------------------------------------- | -------------------------------------- | -------------------------------------- | -------------------------------------- |
| Positie:                               | 13                                     | 15                                     | 14                                     | 18                                     | 24                                     | 32                                     | 39                                     | uit                                    |

### TROS Top 50
| Hitnotering: 17-10-1985 t/m 21-11-1985 | Hitnotering: 17-10-1985 t/m 21-11-1985 | Hitnotering: 17-10-1985 t/m 21-11-1985 | Hitnotering: 17-10-1985 t/m 21-11-1985 | Hitnotering: 17-10-1985 t/m 21-11-1985 | Hitnotering: 17-10-1985 t/m 21-11-1985 | Hitnotering: 17-10-1985 t/m 21-11-1985 | Hitnotering: 17-10-1985 t/m 21-11-1985 |
| Week:                                  | 1                                      | 2                                      | 3                                      | 4                                      | 5                                      | 6                                      |                                        |
| -------------------------------------- | -------------------------------------- | -------------------------------------- | -------------------------------------- | -------------------------------------- | -------------------------------------- | -------------------------------------- | -------------------------------------- |
| Positie:                               | 29                                     | 22                                     | 15                                     | 9                                      | 9                                      | 14                                     | uit                                    |

### TROS Europarade
| Hitnotering: 14-11-1985 t/m 12-12-1985 | Hitnotering: 14-11-1985 t/m 12-12-1985 | Hitnotering: 14-11-1985 t/m 12-12-1985 | Hitnotering: 14-11-1985 t/m 12-12-1985 | Hitnotering: 14-11-1985 t/m 12-12-1985 | Hitnotering: 14-11-1985 t/m 12-12-1985 | Hitnotering: 14-11-1985 t/m 12-12-1985 |
| Week:                                  | 1                                      | 2                                      | 3                                      | 4                                      | 5                                      |                                        |
| -------------------------------------- | -------------------------------------- | -------------------------------------- | -------------------------------------- | -------------------------------------- | -------------------------------------- | -------------------------------------- |
| Positie:                               | 9                                      | 9                                      | 14                                     | 20                                     | 19                                     | uit                                    |

### Vlaamse Radio 2 Top 30
| Hitnotering: 02-11-1985 t/m 30-11-1985 | Hitnotering: 02-11-1985 t/m 30-11-1985 | Hitnotering: 02-11-1985 t/m 30-11-1985 | Hitnotering: 02-11-1985 t/m 30-11-1985 | Hitnotering: 02-11-1985 t/m 30-11-1985 | Hitnotering: 02-11-1985 t/m 30-11-1985 | Hitnotering: 02-11-1985 t/m 30-11-1985 |
| Week:                                  | 1                                      | 2                                      | 3                                      | 4                                      | 5                                      |                                        |
| -------------------------------------- | -------------------------------------- | -------------------------------------- | -------------------------------------- | -------------------------------------- | -------------------------------------- | -------------------------------------- |
| Positie:                               | 15                                     | 5                                      | 8                                      | 13                                     | 26                                     | uit                                    |

### Vlaamse Ultratop 50
| Hitnotering: 02-11-1985 t/m 30-11-1985 | Hitnotering: 02-11-1985 t/m 30-11-1985 | Hitnotering: 02-11-1985 t/m 30-11-1985 | Hitnotering: 02-11-1985 t/m 30-11-1985 | Hitnotering: 02-11-1985 t/m 30-11-1985 | Hitnotering: 02-11-1985 t/m 30-11-1985 | Hitnotering: 02-11-1985 t/m 30-11-1985 |
| Week:                                  | 1                                      | 2                                      | 3                                      | 4                                      | 5                                      |                                        |
| -------------------------------------- | -------------------------------------- | -------------------------------------- | -------------------------------------- | -------------------------------------- | -------------------------------------- | -------------------------------------- |
| Positie:                               | 20                                     | 7                                      | 7                                      | 14                                     | 27                                     | uit                                    |